# Хотел „Феникс” Пожаревац
Хотел „Феникс” Пожаревац један је од угоститељских и туристичких објеката за смештај гостију у ужем центру града Пожаревца и један од хотела у Браничевском округу. По последњој категоризацији из 2014. године хотел је носилац категорије три звездице.
Хотел располаже са модерно опремљеним 48 соба и 2 апартмана, са укупно 125 лежаја. Свака соба поседује:
- ТВ са кабловском телевизијом,
- Интернетом,
- клима уређајем.

Хотел од садржаја има конгресну салу, аператив бар и посластичарницу, ресторан и сопствени паркинг. Поред наведеног, рум-сервис је доступан гостима 16 часова дневно. 

## Спољашње  везе
- Званична презентација Архивирано на веб-сајту  (27. фебруар 2022)